# Tarmaszirin
Tarmaszirin (albo Ala ad-Din Muhammad) (ur. ok. 1294 - zm. 1334) – chan z rodu Czagataidów, panujący w latach 1331 do 1334.
Był synem Duwy (ok. 1282 - 1307) i ostatnim z szeregu jego potomków, który objął władzę w chanacie. Od roku 1326 zarządzał Ghazną (dzis. Ghazni) w imieniu swojego brata, chana Kebeka (ok. 1320 - 1327). W celu przeciwdziałania zamierzonej przez Tarmaszirina inwazji Chorasanu w roku 1326 zaatakowały go wojska Ilchanatu pod dowództwem Hasana-i Czobana. W bitwie z nimi Tarmaszarin poniósł klęskę, jednak pod koniec roku armia Ilchanidów wycofała się. Ta porażka wydatnie ograniczyła jednak możliwości Tarmaszirina w walce o tron i po śmierci Kebeka w roku 1327 jego następcą został inny syn Duwy, Eldżigedej (1327 - 1330). W trakcie jego panowania Tarmaszirin pozostał we wschodniej części chanatu - jego bazą był wówczas najprawdopodobniej Termez. W roku 1328/1329 przedsięwziął on wyprawę na Indie, podczas której udało mu się spustoszyć centralne prowincje Sułtanatu Delhijskiego pod nieobecność zajętego tłumieniem buntów w Multanie i Sindhie Muhammada Tughlaka (1325 - 1351). Następcą Eldżigedeja został jednak nie Tarmaszarin, a Döre Temür (1330 - 1331). Dopiero po nim, gdzieś w połowie 1331 roku, Tarmaszirin objął władzę, przy czym okoliczności jej przejęcia nie są jasne.
Sądząc z jego imienia Tarmaszirin z początku był buddystą. Jednak gdzieś koło roku 1329 przeszedł na islam, i tym samym po objęciu władzy został pierwszym po Mubarak Szahu (1266) muzułmaninem rządzącym chanatem Czagataidów. Po konwersji przyjął imię Ala ad-Din Muhammad. Według Ibn Battuty, który osobiście spotkał się z chanem, był on bardzo gorliwym muzułmaninem. Wzywał on do nawrócenia swoich dowódców i żołnierzy i faworyzował współwyznawców, a także nakazał publiczne odprawianie modłów. Zmiana wyznania wpłynęła także na wyraźnie lepsze od poprzedników traktowanie muzułmańskich poddanych. Zakazał on armii rabowania ludności, a współczesne źródła podkreślają jego sprawiedliwość. Konwersja na islam pozwoliła mu także nawiązać przyjazne stosunki z Muhammadem Tughlakiem i uniknąć planowanej przez niego odwetowej inwazji. Tarmaszirin miał także wprowadzić szari'at, co jednak prowadziło do konfliktu z jasą, do której przestrzegania było przywiązanych wielu koczowników chanatu. Podobno miał on także nakazać Mongołom uprawianie ziemi. Opozycję wobec chana cały czas podsycali potomkowie jego wcześniej panujących braci. Według Ibn Battuty Buzan (1334), syn Döre Temüra, oskarżył Tarmaszirina o złamanie jasy poprzez nie odbycie tzw. "toju", corocznego zebrania plemiennej arystokracji, które miało prawo zdetronizować chana, i nieodwiedzenie przez cały okres panowania Ałmałyku nad rzeką Ili, tradycyjnej stolicy Czagataidów. Wydaje się, że faktycznie przez całe swoje panowanie Tarmaszirin pozostawał na zachodzie chanatu, bardziej zurbanizowanym i zislamizowanym. Buzana poparli dowódcy ze wschodniej części chanatu. Tarmaszirin próbował uciekać do Ghazny, jednak został schwytany i zabity wiosną lub latem 1334 roku w pobliżu Keszu (dzis. Shahrisabz) lub Nachszabu (dzis. Nur Ata). Pochowany został albo w Nachszabie, albo w jednej z wiosek w pobliżu Samarkandy.